# Assamiidae
Assamiidae zijn een familie van hooiwagens (Opiliones).

## Taxonomie
De volgende taxa zijn bij de familie ingedeeld:
Aburistinae Roewer, 1935
- Aburista Roewer, 1935
- Aburistella Lawrence, 1947
- Bancoella Lawrence, 1947
- Banconyx Lawrence, 1947
- Sokodea Roewer, 1935
- Typhlobunellus Roewer, 1927
- Typhloburista Lawrence, 1947

Acacinae Roewer, 1935
- Acaca Roewer, 1935 inc(inclusief Pseudoacaca Caporiacco, 1949)
- Acanthacaca Roewer, 1952

Assamiinae Sørensen, 1884
- Aboriscus Roewer, 1940
- Afroassamia Caporiacco, 1940
- Anassamia Roewer, 1935
- Assamia Sørensen, 1884
- Assamiella Roewer, 1923
- Assaphalla Martens, 1977
- Dawnabius Roewer, 1935
- Gomezyta Roewer, 1935
- Gudalura Roewer, 1927
- Metassamia Roewer, 1923
- Micrassamula Martens, 1977
- Neassamia Roewer, 1935
- Nepalsia Martens, 1977
- Nepalsioides Martens, 1977
- Parassamia Roewer, 1935
- Pechota Roewer, 1935
- Popassamia Roewer, 1940
- Puria Roewer, 1923
- Tavoybia Roewer, 1935
- Umtaliella Lawrence, 1934

Dampetrinae Sørensen, in Koch 1886
- Apygoplus Roewer, 1912
- Cadomea Roewer, 1940
- Dampetrellus Roewer, 1927
- Dampetrus Karsch, 1880 (inclusief Eudampetrus Roewer, 1935)
- Dongmolla Roewer, 1927
- Dunkeriana Roewer, 1912
- Euwintonius Roewer, 1923
- Granobunus Roewer, 1912
- Heteropygoplus Roewer, 1923
- Hyamus Thorell, 1891
- Macrodampetrus Roewer, 1915
- Mermerus Thorell, 1876
- Metadampetrus Roewer, 1915
- Metahyamus Roewer, 1923
- Metamermerus Roewer, 1920
- Metamosoia Roewer, 1915
- Metanothippus Giltay, 1930
- Mosoia Roewer, 1912
- Neonothippus Roewer, 1912
- Nothippulus Roewer, 1923
- Nothippus Thorell, 1890
- Octobunus Roewer, 1923
- Pahangius Roewer, 1935
- Paradampetrus Giltay, 1930
- Paranothippus Roewer, 1912
- Sermowaius Roewer, 1923
- Simalurius Roewer, 1923
- Sudaria Roewer, 1923

Erecinae Roewer, 1935
- Aberdereca Goodnight & Goodnight, 1959
- Acanthophrysella Strand, 1911
- Allereca Roewer, 1961
- Angolyppa Lawrence, 1957
- Angopygoplus Lawrence, 1951
- Anjolus Goodnight & Goodnight, 1948
- Baeorix Thorell, 1889
- Bambereca Kauri, 1985
- Bibundina Roewer, 1935
- Binderia Roewer, 1935
- Bolama Roewer, 1927
- Buemba Roewer, 1935
- Bulobana Roewer, 1935
- Bundukia Lawrence, 1962
- Buniabia Roewer, 1961
- Callereca Roewer, 1940
- Cardwella Roewer, 1935
- Cerea Sørensen, 1896
- Cereatta Roewer, 1935
- Cereipes Roewer, 1935
- Cereodiscus Roewer, 1940
- Cereoides Roewer, 1935
- Chilon Sørensen, 1896 (inclusief Acanthocoryphus Roewer, 1953, Bindercola Roewer, 1935, Kobacoryphus Roewer, 1961, Metachilon Roewer, 1923, Monorhabdium Loman, 1902, Parachilon Roewer, 1923, Sangalkamia Roewer, 1953, Tsadsea Roewer, 1935 en Villiersiella Roewer, 1953)
- Coleutus Roewer, 1940
- Comereca Roewer, 1961
- Cryptopygoplus Lawrence, 1931
- Djemia Roewer, 1935
- Dodabetta Roewer, 1929
- Ereala Roewer, 1950 (inclusief Faradjea Roewer, 1950
- Erebalda Roewer, 1940
- Ereca Sørensen, 1910
- Erecabia Roewer, 1940
- Erecella Roewer, 1935
- Erecomma Roewer, 1940
- Erecongoa Roewer, 1950
- Erecops Roewer, 1940
- Erecula Roewer, 1935
- Eregonda Roewer, 1950
- Eubaeorix Roewer, 1912
- Eupygoplus Roewer, 1915
- Fakoa Roewer, 1923
- Gapotus Roewer, 1935
- Irnia Roewer, 1935
- Ivocoryphus Lawrence, 1965
- Izea Roewer, 1927
- Kakontwea Roewer, 1951
- Kasaina Lawrence, 1957
- Kukkala Roewer, 1929
- Kungwea Roewer, 1961
- Lawrenciola Roewer, 1935
- Lepchana Roewer, 1927
- Lubudia Roewer, 1951
- Lygippulus Roewer, 1954
- Lygippus Roewer, 1940
- Maccabeesa Roewer, 1936
- Mandaria Roewer, 1935
- Merucola Roewer, 1935
- Metapygoplus Roewer, 1923
- Metereca Roewer, 1923 (inclusief Leleupereca Roewer, 1961)
- Montereca Lawrence, 1962
- Neobaeorix Lawrence, 1962
- Neocoryphus Lawrence, 1965
- Neopygoplus Roewer, 1923
- Parapygoplus Roewer, 1912
- Propygoplus Roewer, 1923 (inclusief Sikkimella Roewer, 1927, Karsianga Roewer, 1940 en Sikkimula Roewer, 1940)
- Pygoplus Thorell, 1889
- Roewereca Lawrence, 1962
- Sacesphorus Thorell, 1889
- Sijucavernicus Roewer, 1923
- Simienatus Roewer, 1956
- Tarnus Suzuki, 1969
- Termitereca Roewer, 1940
- Tetecus Roewer, 1935
- Thobala Roewer, 1940
- Tubereca Kauri, 1985
- Tundabia Roewer, 1935
- Valpara Roewer, 1929
- Vandarawella Roewer, 1935
- Wintonia Roewer, 1923

Eupodaucheniinae Roewer, 1935
- Eupodauchenius Roewer, 1912

Hypoxestinae Roewer, 1935
- Adamauna Roewer, 1935
- Bandona Roewer, 1927
- Bwitonatus Roewer, 1950
- Cleoxestus Roewer, 1954
- Congonella Roewer, 1935
- Dicoryphus Loman, 1902 (inclusief Caelobunus Loman, 1902 en Metarhabdopygus Roewer, 1913)
- Doloressus Roewer, 1935 (inclusief Ealabius Roewer, 1950)
- Dongila Roewer, 1927
- Findia Roewer, 1915
- Hypoxestinus Roewer, 1927
- Hypoxestus Loman, 1902 (inclusief Amasis Sørensen, 1910 en Amasilla Strand, 1911)
  - Hypoxestus (Hypoxestus) Loman, 1902
  - Hypoxestus (Lomanus) Kauri, 1985
- Leleupiolus Roewer, 1951
- Lossida Roewer, 1935
- Lossidacola Roewer, 1935
- Mabwella Roewer, 1952
- Mecutina Roewer, 1935
- Metasesostris Roewer, 1915
- Musola Roewer, 1927
- Nkogoa Roewer, 1927
- Parasesostris Roewer, 1915
- Parazalmoxis Roewer, 1913
- Passula Roewer, 1927
- Podaucheniellus Roewer, 1927
- Podauchenius Sørensen, 1896
- Randilea Roewer, 1935
- Rhabdopygata Roewer, 1954
- Rhabdopygella Roewer, 1935
- Rhabdopygus Roewer, 1912
- Scabrobunus Roewer, 1912
- Sesostranus Roewer, 1935
- Sesostrellus Roewer, 1935
- Sesostris Sørensen, 1910
- Spinixestus Roewer, 1952
- Talaspus Roewer, 1935
- Tusipulla Roewer, 1935
- Viglua Roewer, 1940

Irumuinae Kauri, 1985
- Irumua Roewer, 1961
- Machadoessa Lawrence, 1951
- Mutadia Kauri, 1985
- Numipedia Kauri, 1985
- Typhlobunus Roewer, 1915

Maruinae Roewer, 1935
- Abanatus Roewer, 1950
- Celimba Roewer, 1940
- Congonia Roewer, 1935
- Katangania Kauri, 1985
- Kituvia Kauri, 1985
- Marua Roewer, 1935
- Mwenga Kauri, 1985

Mysoreinae Roewer, 1935
- Attakattius Roewer, 1929
- Mysorea Roewer, 1935
- Typestus Roewer, 1935

Opcochininae Roewer, 1935
- Drugius Roewer, 1929
- Opcochina Roewer, 1927
- Trionyxana Roewer, 1927

Polycoryphinae Roewer, 1935
- Anaimalus Roewer, 1929
- Binderella Roewer, 1935 (inclusief Tengelinia Roewer, 1935)
- Bueana Roewer, 1927
- Gulufia Roewer, 1935
- Harpeuna Roewer, 1935
- Henriquea Roewer, 1927
- Karalaica Roewer, 1927
- Kodaika Roewer, 1929
- Koyna Roewer, 1915
- Maracandellus Roewer, 1923
- Maracandinus Roewer, 1912
- Maracandus Simon, 1879
- Mormuga Roewer, 1927
- Mudumalus Roewer, 1929
- Oppalnia Roewer, 1927
- Paktongius Suzuki, 1969
- Palmanella Roewer, 1927
- Panchganius Roewer, 1935
- Parakodaika Goodnight & Goodnight, 1944
- Paramaracandus Suzuki, 1976
- Pashokia Roewer, 1927
- Phalcochina Roewer, 1927
- Polycoryphus Loman, 1902
- Procoryphus Roewer, 1950
- Pulchrandus Kauri, 1985
- Pykara Roewer, 1929
- Santhomea Roewer, 1927
- Senarba Roewer, 1927
- Sonega Roewer, 1935
- Thomecola Roewer, 1935
- Uviranus Kauri, 1985
- Yadoa Roewer, 1936
- Zirolana Roewer, 1940

Pungoicinae Roewer, 1935
- Pungoica Roewer, 1914 (inclusief Pungoiella Roewer, 1914 en Pygoselenca Roewer, 1953)

Selencinae Roewer, 1935
- Cassinia Roewer, 1927
- Euselenca Roewer, 1923
- Humbea Roewer, 1935
- Jaundea Roewer, 1935
- Metaselenca Roewer, 1912
- Paraselenca Roewer, 1923 (inclusief Seuthes Henriksen, 1932)
- Sassandria Roewer, 1912 (inclusief Assiniana Roewer, 1914 en Aburitus Roewer, 1935)
- Selenca Sørensen, 1896
- Selencasta Roewer, 1935
- Selencula Roewer, 1935
- Seuthesplus Roewer, 1935
- Seuthessus Kauri, 1985
- Umbonimba Roewer, 1953

Sidaminae Roewer, 1935
- Amhara Pavesi, 1897 (inclusief Argobba Roewer, 1935 en Harsadia Roewer, 1935)
- Blantyrea Roewer, 1912
- Bundelkhandia Turk, 1945
- Congolla Roewer, 1935
- Edeala Roewer, 1927
- Eusidama Roewer, 1913
- Fizibius Roewer, 1961
- Indosidama Turk, 1945
- Lisposidama Lawrence, 1962
- Lukundamila Roewer, 1961
- Metasidama Roewer, 1915
- Neosidama Roewer, 1915
- Orsimonia Roewer, 1935 (inclusief Othmar Roewer, 1935)
- Scabrosidama Lawrence, 1962
- Sidama Pavesi, 1895 (inclusief Phezilbius Roewer, 1935)
- Vilhena Lawrence, 1949

Trionyxellinae Roewer, 1912
- Anambasius Roewer, 1940
- Balnissa Roewer, 1935
- Brysma Roewer, 1935
- Calloristus Roewer, 1935
- Dulitellus Roewer, 1935 (inclusief Sampitius Roewer, 1935)
- Kandyca Roewer, 1915
- Namutonia Lawrence, 1931 (inclusief Gobabisia Roewer, 1940)
- Nilgirius Roewer, 1915
- Nuwaria Roewer, 1915
- Randilella Lawrence, 1963
- Triaenopodium Roewer, 1915
- Trionychiperna Roewer, 1929
- Trionyxella Roewer, 1912